# Rivière Saint-Pierre (rivière Rouge)
Pour les articles homonymes, voir Rivière Saint-Pierre et Saint-Pierre.
Ne doit pas être confondu avec Rivière Saint-Pierre (Mirabel) ou Rivière Saint-Pierre (Mascouche).
La rivière Saint-Pierre est un affluent de la rivière Rouge, coulant dans la ville de Mirabel et la municipalité de Saint-André-d'Argenteuil de la municipalité régionale de comté (MRC) d'Argenteuil, dans la région administrative des Laurentides, au Québec, au Canada.
La partie inférieure de la rivière Saint-Pierre coule surtout en zone agricole, vers l'ouest en parallèle à la rive nord du lac des Deux-Montagnes.

## Géographie
Les bassins versants voisins de la rivière Saint-Pierre sont :
- au nord : rivière du Nord ;
- à l'est : La Belle Rivière ;
- au sud : le lac des Deux-Montagnes ;
- à l'ouest : la rivière du Nord.

La rivière Saint-Pierre prend sa source de ruisseaux agricoles. Cette source est située au sud de la rivière du Nord, dans le secteur Sainte-Scholastique de Mirabel, à 6,0 km à l'ouest du centre du village de Sainte-Scholastique et à 14,0 km au nord du lac des Deux-Montagnes.
À partir de sa source, la rivière Saint-Pierre coule sur 15,2 km selon les segments suivants :
- 0,5 km vers le sud, jusqu'à la route Arthur-Sauvé ;
- 4,4 km vers le sud en zone agricole, jusqu'à un pont de la route 148 ;
- 3,1 km vers le sud-est, puis vers le sud-ouest en zone agricole, jusqu'au un pont du chemin du Grand-Brûlé ;
- 4,3 km vers le sud-ouest en zone agricole en passant au sud du hameau Saint-Hermas, jusqu'à un pont de la route 148 ;
- 2,6 km vers le sud-ouest en zone agricole, jusqu'à la limite de Saint-André-d'Argenteuil ;

- 0,3 km vers le sud-ouest, jusqu'à la confluence de la rivière[2].

La confluence de la rivière Saint-Pierre et du ruisseau Lalande constitue la tête de la rivière Rouge (rivière du Nord). Cette confluence est située est située en zone agricole dans Saint-André-d'Argenteuil, à 200 m à l'ouest de la limite de Mirabel et à 5,0 km au nord du lac des Deux-Montagnes.

## Toponymie
Le toponyme rivière Saint-Pierre a été officialisé le 17 août 1978 à la Banque des noms de lieux de la Commission de toponymie du Québec.